# Bandera de Campelles
La bandera oficial de Campelles té la següent descripció:
Bandera apaïsada, de proporcions dos d'alt per tres de llarg, verda, amb una espasa groga d'alçada 12/14 de la del drap, centrada en el segon terç vertical, i dues ferradures grogues d'alçada 3/14 de la del mateix drap i d'amplada 1/7 de la seva llargada, una centrada en el primer terç vertical i l'altra en el tercer.
Va ser aprovada el 25 d'abril de 2001 i publicada al DOGC l'11 de maig del mateix any amb el número 3386.